# Liste der Monuments historiques in Pompey
Die Liste der Monuments historiques in Pompey führt die Monuments historiques in der französischen Gemeinde Pompey auf.

## Liste der Immobilien
| Bezeichnung              | Beschreibung                                  | Standort                  | Kennzeichnung | Schutzstatus | Datum | Bild           |
| ------------------------ | --------------------------------------------- | ------------------------- | ------------- | ------------ | ----- | -------------- |
| Château de l’Avant-Garde | Ruine einer Höhenburg aus dem 13. Jahrhundert | nördlich des Ortes (Lage) | PA00106446    | Inscrit      | 1990  | weitere Bilder |

## Liste der Objekte
| Bezeichnung      | Beschreibung                                                          | Standort                  | Kennzeichnung | Schutzstatus | Datum | Bild |
| ---------------- | --------------------------------------------------------------------- | ------------------------- | ------------- | ------------ | ----- | ---- |
| Segeljacht Azaïs | 1933 in Cannes gebaut, Entwurf François Camatte; Liegeplatz in Cannes | im Industriegebiet (Lage) | PM54002164    | Inscrit      | 2019  |      |